# Pietro Carlo Guglielmi
Pietro Carlo Guglielmi, dit Guglielmino per distingir-lo del seu pare (Londres, 11 de juliol de 1772 - Nàpols, 28 de febrer de 1817), va ser un compositor italià autor d'algunes òperes d'un èxit mitjà.
Fill de Pietro Alessandro Guglielmi, va estudiar a Loreto, va viure a Londres entre 1808 i 1810 i va ser mestre de capella de la duquessa de Massa Carrara entre 1814 i 1816.

## Òperes
- Dorval e Virginia (1795, Lisboa)
- Griselda (1795, Florència)
- La sposa bisbetica (1797, Roma)
- I raggiri amorosi (1799, Roma)
- I due gemelli (1799, Roma)
- Dorval e Virginia [rev] (1800, Viena)
- Gli amanti in cimento (1800, Nàpols)
- Due nozze e un sol marito (1800, Florència)
- La fiera (1801, Nàpols)
- Le convenienze teatrali (1801, Palerm)
- La distruzione di Gerusalemme (1803, Nàpols)
- La serva bizzarra; (Amor finto, amor vero, amor deluso; La cameriera astuta; I raggiri della serva; La serva raggiratrice) (1803, Nàpols)
- Asteria e Teseo (1803, Nàpols)
- Il naufragio fortunato (1804, Nàpols)
- L'equivoco degli sposi (1804, Nàpols); (Tre sposi per una; 1805, Viena)
- La scelta dello sposo (1805, Venècia)
- Amor tutto vince (1805, Nàpols); (La donna di più caratteri ossia Don Papirio)
- La vedova contrastata; (La vedova capricciosa; La donna di genio volubile; La vedova in contrasto; La scelta del matrimonio) (1805, Roma)
- La sposa del Tirolo (1806, Nàpols)
- La guerra aperta, ossia Astuzia contro astuzia (1807, Roma); (La sommessa; 1809, Londres)
- Amori e gelosie tra congiunti (1807, Nàpols)
- La cantatrice di spirito, rev. de La fiera (1807, Gènova)
- Le nozze in campagna (1810, Nàpols)
- Le due simili in una (1811, Nàpols)
- Amalia e Carlo, ovvero L'arrivo della sposa (1812, Nàpols)
- La presunzione corretta (1813, Milà)
- Ernesto e Palmira (1813, Milà)
- La moglie giudice del marito (1814, Milà)
- Amore assottiglia l'ingegno ossia Il tutore indiscreto (1814, Roma)
- Amore y innocencia (1815, Madrid)
- L'amore e dispetto (1816, Nàpols)
- Paolo e Virginia (1817, Nàpols)
- Il biglietto d'alloggio (1817, Crema)